# Cariati
Cariati (Curiati in greco bizantino) è un comune italiano di 7 569 abitanti della provincia di Cosenza in Calabria.
Nota per la cinta muraria affacciata sul Mar Ionio, unica integra in tutta la Calabria, che racchiude il centro storico per circa un chilometro ed è inframezzata da otto torrioni antichi, la quale ospita la concattedrale di San Michele Arcangelo.

## Geografia fisica
Cariati è situata lungo la costa dei Saraceni, sul mar Ionio, nei pressi della foce del torrente Nicà (Fiumenicà).
Il territorio ha una superficie di 28,82 km².

## Origini del nome
Diverse sono le versioni sulle origini del nome della cittadina. Potrebbe derivare da Carina, cioè grazia, città bella e graziosa. In alternativa è possibile che il nome derivi da un'originaria denominazione "Cariatide Diana", legata ad una località sacra a Diana. Nel X secolo è attestato il nome Korion, che deriverebbe dal greco Curuai (abitanti della greca Carie). Un'ultima ipotesi si collega al fatto che in origine Cariati era situato nella piana ove attualmente sorge la frazione di Santa Maria; poiché era spesso oggetto di attacchi saraceni ad opera di Khayr al-Dīn Barbarossa, gli abitanti furono costretti a spostarsi dalla marina all'attuale posizione: dal trasporto sui carri deriverebbe il nome di "Carriati" da cui a sua volta deriverebbe il toponimo.

## Storia

### I Brettii (o Bruzi)
Nel territorio cosentino è documentata la presenza dei Brettii dal V-IV secolo a.C. Tra il IV e il III secolo a.C. anche il territorio di Cariati fu frequentato da queste popolazioni, dedite all'agricoltura e alla pastorizia.
In un uliveto su una collina alla periferia del paese (località "Timpa del Salto" in contrada Prujja) in occasione di lavori agricoli venne rinvenuta nel 1978 una tomba ("tomba Brettia"), risalente al IV sec. A.C.. La sepoltura, ritrovata intatta, è costituita da blocchi parallelepipedi di arenaria che racchiudevano un piccolo spazio di circa 2 m². La tomba era internamente affrescata, con scene tratte dalla vita di un guerriero. Il corpo era accompagnato da un ricco corredo, costituito da un'armatura in bronzo, con cinturone, elmo e spada, anfore e piatti, tutti esposti al museo di Sibari. Nel territorio sono state rinvenute anche altre sepolture, ma depredate e distrutte.
Resti di antiche abitazioni, mortai in pietra, orci in ceramica sono indizi per la presenza di un insediamento, favorito dalla posizione dominante della città.

### Dominazione Romana e Medioevo
La città fu dominata da Roma. Sede vescovile sin dagli inizi del cristianesimo, risulta aver avuto come vescovo Menecrates, presente al sinodo di Roma del 1º marzo 499. In una delle sue lettere, San Gregorio (540-604) raccomanda la chiesa di Cariati al vescovo di Reggio. Secondo alcune fonti, nel corso dell'XI o del XII secolo, la diocesi di Cerenza (Geruntia) venne unita a quella di Cariati, sebbene solo nel 1342 si può datare un documento che menziona esplicitamente un "vescovo di Cariati e Cerenza".

### Il Feudalesimo
Feudatario nell'anno 1260 fu Matteo Cariati, sul cui cognome gli storici non sono certi; all'inizio del Trecento riscontriamo Gentile di San Giorgio, a cui subentrarono i Ruffo Montalto.
Il feudo venne assegnato agli imolesi Riario nel 1479, quindi ai Sanseverino, ai Coppola e poi ai Borgia. Nel 1495 Re Carlo VIII di Francia, occupato il Regno di Napoli donò la contea a Michele Riccio, cui venne tolta con la disfatta dei francesi. Nell'anno 1505 la proprietà venne attribuita ai principi Spinelli, che furono titolari di Cariati sino all'eversione della feudalità.

#### La Diocesi
Per iniziativa di Covella Ruffo, e con beneplacito di papa Eugenio IV, Cariati diventò sede vescovile (1437). La diocesi, che comprendeva Cariati e gli abitati di Terravecchia, Scala e San Morello, sottratti alla giurisdizione della diocesi di Rossano, fu unita aeque principaliter alla diocesi di Cerenzia e resa suffraganea dell'arcidiocesi di Santa Severina. Il 27 giugno 1818 furono soppresse le diocesi di Cerenzia, di Strongoli e di Umbriatico e il loro territorio fu incorporato in quello della diocesi di Cariati, che rimase l'unica suffraganea di Santa Severina. Con queste annessioni, Cariati «diventava una delle diocesi più estese della Calabria, arrivando a comprendere ben venti paesi: Cariati, Cerenzia, Strongoli, Umbriatico, Terravecchia, Scala Coeli, San Morello, Crucoli, Cremissa (Cirò), Verzino, Savelli, Casino, Caccuri, San Nicola dell'Alto, Pallagorio, Carfizzi, Casabona, Zinga, Melissa, Belvedere Spinello». Il 6 gennaio 1952 fu soppressa la provincia ecclesiastica di Santa Severina; Cariati divenne soggetta alla sede metropolitana di Reggio Calabria. Il 21 dicembre 1973, Cariati fu unita in persona episcopi alla diocesi di Crotone e all'arcidiocesi di Santa Severina. Il 4 aprile 1979 la diocesi fu unita aeque principaliter all'arcidiocesi di Rossano.

### Simboli

Il gonfalone comunale

Lo stemma e il gonfalone del comune sono stati concessi con decreto del presidente della Repubblica del 25 marzo 2009.
Il gonfalone è un drappo di giallo.

## Monumenti e luoghi d'interesse

### Architetture religiose

#### Cattedrale

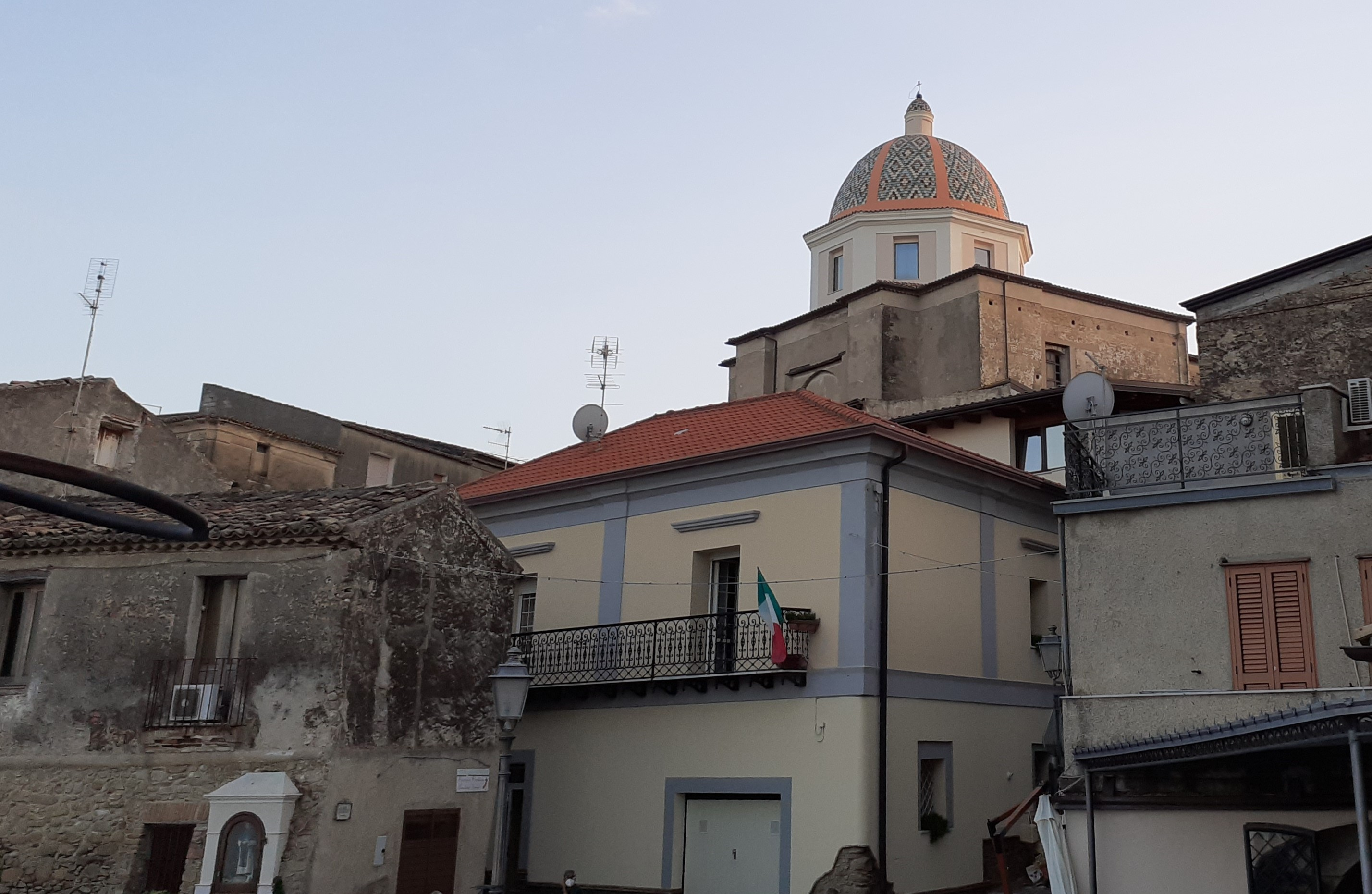
La cupola della Concattedrale di San Michele Arcangelo svetta tra le case del centro storico

La chiesa venne costruita nel V secolo e fu riedificata, sotto l'episcopato di monsignor Nicola Golia nel 1857, ad opera di Carmine Ruggiero.
La facciata è preceduta da un porticato, dal quale si erge il campanile, costruito successivamente. 
La cupola è rivestita con mattonelle di maiolica policrome.
L'interno presenta tre navate, separate da massicce colonne ioniche, disposte in coppia.

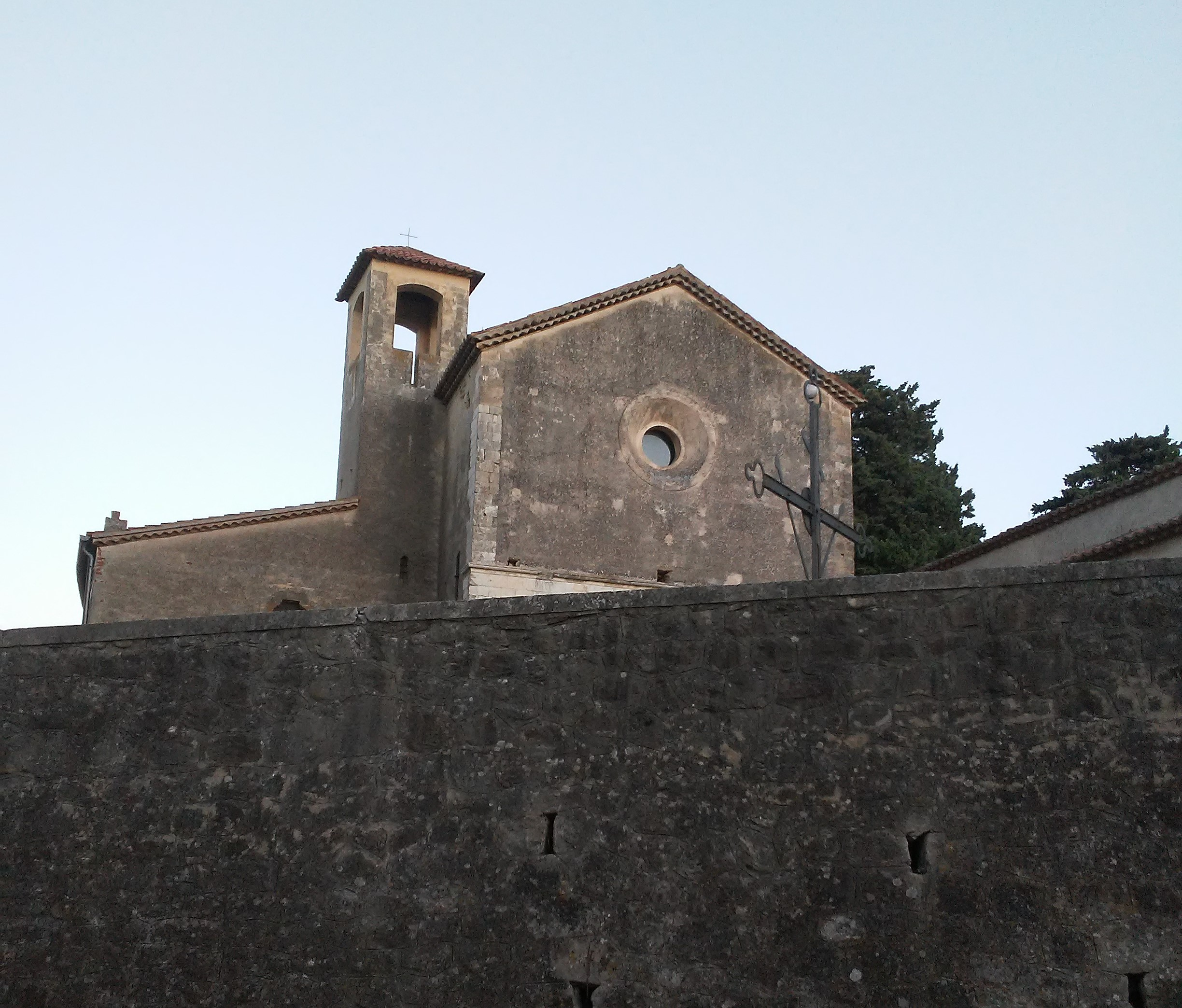
La chiesa di Santa Filomena vista dalla ex-Strada Statale 108ter

#### Chiesa degli Osservanti
La chiesa venne costruita nel 1441 per volere di Bonaccorso Caponsacco.
Conosciuta anche come Chiesa di Santa Filomena, dista poche centinaia di metri dalle mura del Borgo. È un'opera di architettura monastica in stile "tardo-gotico" e conserva un'abside quadrangolare.
Il portale di ingresso all'edificio è a forma ogivale in pietra. La cupola si presenta a costoloni rivestiti con mattonelle di maiolica policrome.

### Architetture civili

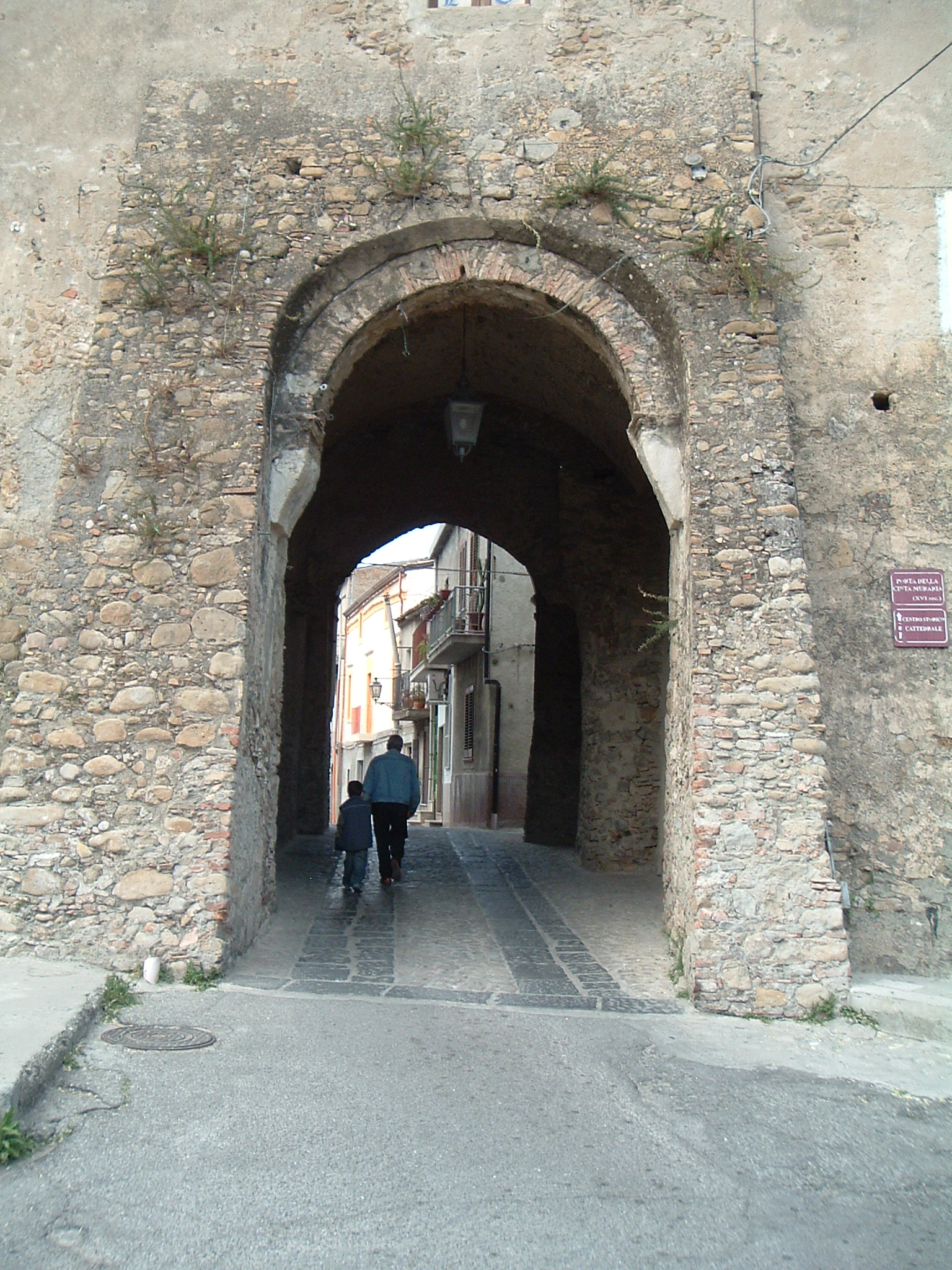
Ingresso principale al Borgo Medievale (Porta Pia)

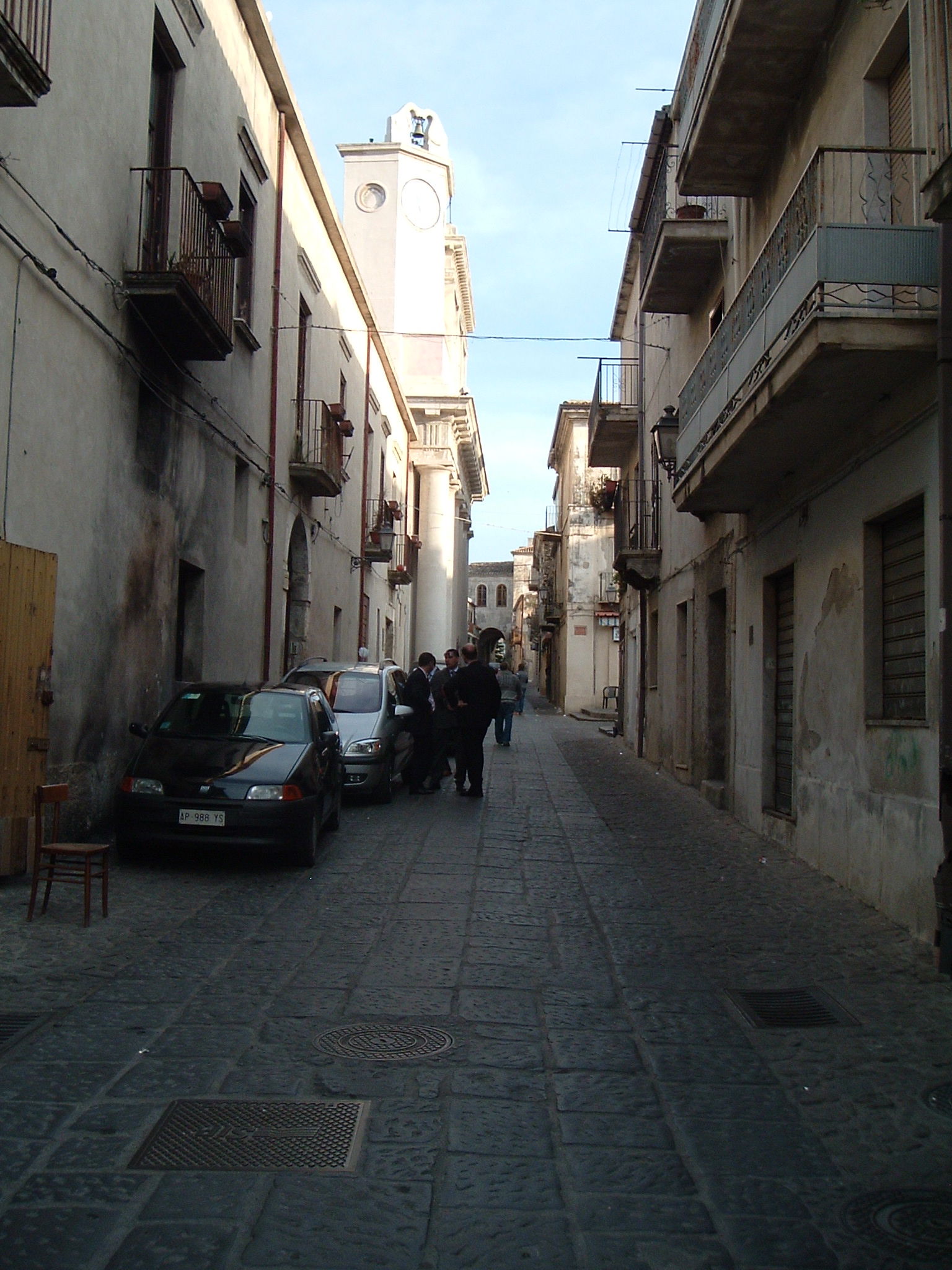
Corso XX Settembre

#### Borgo
il Borgo antico nasce dalle popolazioni etniche che vivevano in villaggi ed insediamenti sulla riva del mare e nei pressi della foce delle fiumare, poi insediatesi sulle alture, a causa dei continui conflitti e saccheggi provenienti dal mare da popolazioni guerriere nemiche. Il Borgo accessibile da più punti, ma con l'attuale accesso principale costituito da Porta Pia. Il primo nucleo dell'attuale centro storico sorse come luogo strategico, fortificato in età bizantina, fra il IX e il X secolo.In origine un villaggio di Brettii, poi successivamente divenne un campo militare, dell'Impero romano d'Oriente cinto da piccoli muri perimetrali, hanno dato origine alla costruzione della fortificazione voluta e migliorata da Covella Ruffo di Calabria, che ebbe Cariati, terreni ed altre località facente parte della Contea, poi divenuta Ducato di Montalto, voluta dalla Regina e data in proprietà ai Ruffo. Oltre al titolo di Duchessa per la fedeltà ed i servigi verso la Regina ed il Re, la Covella, molto devota, fece costruire varie chiese nel borgo, incentivò il monachesimo e diede loro terreni per la coltivazione e la loro sussistenza, si costruì il Convento degli Osservanti ad opera del nobile fiorentino Bonaccorso Caponsacco (nell'attuale cimitero),ed il convento degli Zoccolanti dei Frati Minori con annessi terreni nei pressi del torrente Molinelli. Oggi esistono solo i ruderi a testimonianza.Cariati fu per lungo tempo sede vescovile. In origine nel 1260 contava solo 400 fuochi (i nuclei che ci abitavano) sotto la custodia di un tale Matteo figlio di Borromeo, si suppone che di cognome faceva Cariati. Nei secoli ancora sotto il Regno di Napoli, dopo i vari tradimenti e le varie insurrezioni causate dai Conti feudatari, debitori del Re, il sovrano riprese il regno sotto il suo controllo e fece inventariare con mappe e disegni, mandando in giro per il regno contabili e disegnatori,ha documentare tutto ciò che esisteva sui territori e nelle località,è da una di queste mappe si scopre che Cariati Marina un tempo, un piccolo nucleo antico di case a ridosso del mare (sopra la chiesa di Santa Maria delle Grazie),si chiamava borgo d'Abbasso, chiamato così nell'idioma locale ancora oggi, e facente parte del Borgo antico. Cariati che faceva parte del principato di Rossano, dato in dote a Polissena Ruffo diventata moglie e principessa in seconde nozze del Duca di Milano Francesco Sforza. La cinta muraria fortificata e completata dalla famiglia Ruffo, conta una lunghezza di circa un chilometro, inframmezzata da otto torri (bastioni) con l'antica funzione di presidi di sorveglianza e dell'ora da parte delle guardie.
Nel xx secolo il Borgo di Cariati divenne una cittadina prospera e ricca. Oltre al riconoscimento del titolo e dell'importanza come sede vescovile, all'interno vennero collocati tribunale, uffici postali, carcere, l'antica sede dei Carabinieri e gli uffici Comunali, le sedi sanitarie, in bella mostra i palazzi nobiliari, antichi mestieri, maniscalchi, sarti, tessitrici e telai, ricami, scuole,ed asili, agricoltura, pastorizia ecc, le antiche case conservano ancora sotto di esse i ricoveri per gli asini, famosa la rivolta dei contadini e delle raccoglitrici di olive a difesa dei loro diritti e dell'orario di lavoro (non potendosi permettere orologi venivano raggirati dai proprietari) ottennero dall'amministrazione e dalla chiesa aiuto e solidarietà ed oltre ai tocchi dell'orologio campanario che segnava le 4.30 e le 5.30 per recarsi nei campi fu installata una sirena che squillava alle 4 ed alle 5 del pomeriggio e si sentiva ad una distanza di 15 km per segnalare la fine del lavoro. I santi patroni di Cariati San Cataldo e San Leonardo la loro ricorrenza sul calendario dà luogo a feste e pali tradizionali oltre che alle consuete processioni di fedeli i rioni Valle, Le Grotte, Santa Croce e Travaja. Piatti tradizionali ed antichi giochi hanno dato vita per lungo tempo, la costruzione della ferrovia, il taglio del legname con il trasporto della funivia dai monti al mare, ha dato sviluppo all'insediamento della Marina, la lavorazione della ginestra, la coltivazione dei gelsi e la raccolta dei bachi da seta per le fibre tessili, le fornaci per i mattoni, la pesca,i "vucalari" artigiani di ceramiche anfore tegami e pignatte di terracotta, ciabattini, cantine, frantoi, laboratori di falegnamerie ed orologiai, barbieri, botteghe alimentari ed ambulanti, arrotini, stagnini, impagliatori di sedie, carbonai, poi la guerra, l'emigrazione, lo spopolamento e i viaggi dei giovani verso nord.

#### Porta Pia (o Porta Nuova) e corso XX Settembre
Subito dopo l'ingresso principale di Porta Pia o Porta Nuova, si trova il Palazzo del Seminario, costruito nella prima metà del Seicento.
Dalla porta inizia il corso XX Settembre, la via principale una volta "via Duomo"), lungo la quale sorge prima la cattedrale di San Michele Arcangelo e, subito dopo, il Palazzo vescovile, preceduto dalla piazza del Borgo (piazza Plebiscito), dove si trova la torre campanaria con un orologio, costruita nel 1904.

#### Tomba Brettia
La sepoltura è costituita da una tomba a "camera sotterranea", sita su una collina a ridosso del mare in località Salto, facilmente raggiungibile dalla statale 106.
Tra il IV e il III secolo A.C. Cariati fu sede di insediamenti di genti Brezie dedite all'agricoltura ed alla pastorizia. Cariati per molto tempo fu insediata da questa civiltà che, dal questo punto strategico sul mare, dominava gran parte del territorio. Quello che giunge a noi di questa civiltà è una tomba trovata su una collina in periferia di Cariati, in mezzo agli alberi di ulivo (venuta alla luce dopo lavori di movimento terra per l'agricoltura). Risalente al 330 circa a.c., la tomba è costituita da blocchi di arenaria posti a parallelepipedi che formavano una stanza di circa 2 m2; essa si presentava intatta, al suo interno vi era un affresco che probabilmente rappresentava la vita del guerriero “BREZIO” dal nome appunto “TOMBA BRETTIA”, che si suppone fosse il capo della comunità locale. Al suo interno furono trovati il corpo del guerriero con molti oggetti di valore come la sua armatura in bronzo, un cinturone, un elmo, una spada, delle anfore, dei piatti, e altri oggetti del suo corredo funerario. Al momento tutti questi oggetti sono esposti al museo di Sibari, e nulla esclude che sulle colline di Cariati possano ancora esserci altre tombe di guerrieri di questa od altre civiltà.

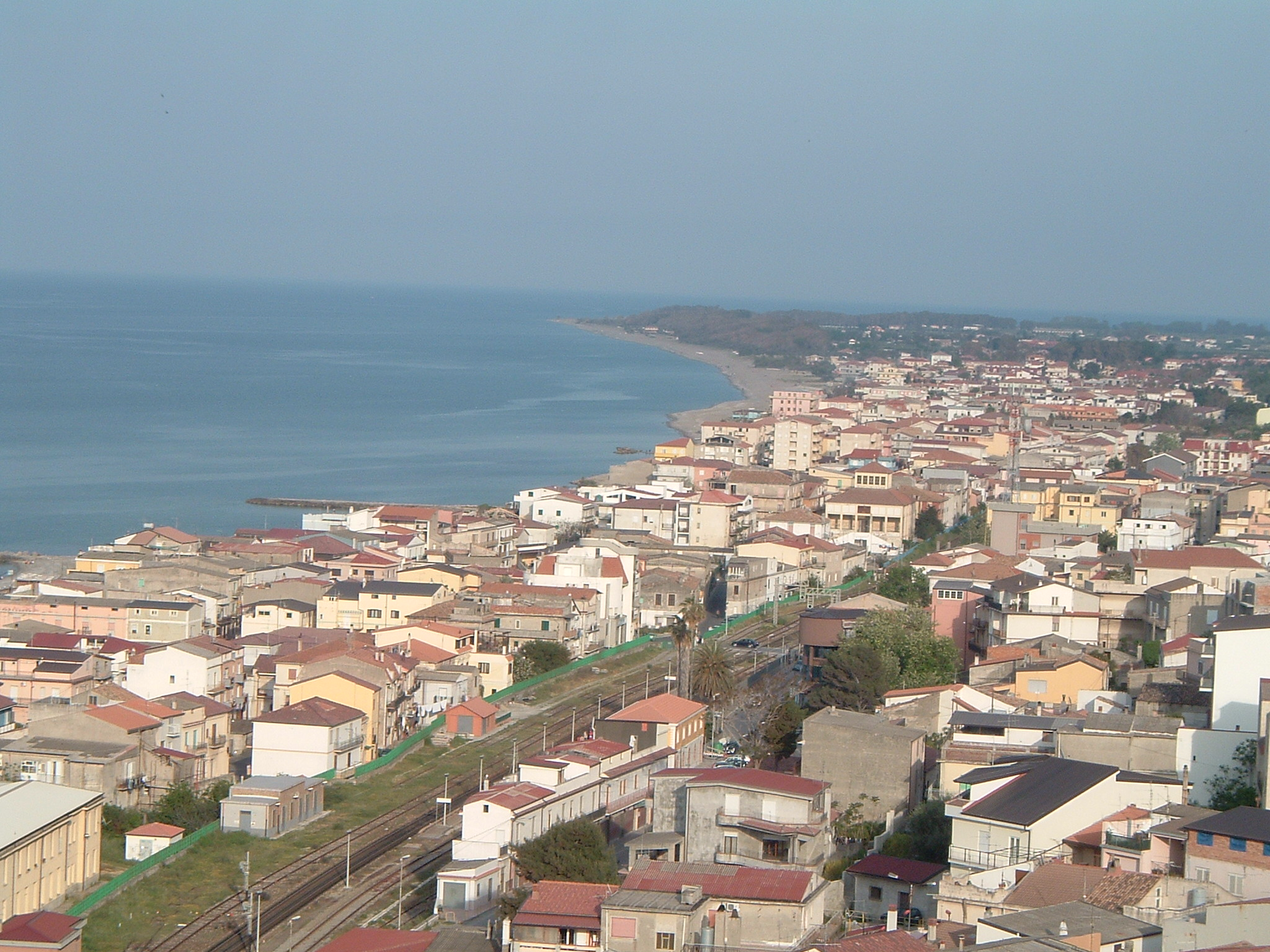
Vista della Marina dal "Torrione La Valle"

## Società

### Evoluzione demografica
Abitanti censiti

## Cultura
Cinema
A Cariati è ambientato C'era una volta in Italia - Giacarta sta arrivando, un documentario di lungometraggio del 2022 diretto da Federico Greco e Mirko Melchiorre. Il film vede la partecipazione tra gli altri di Roger Waters, Ken Loach e Gino Strada e narra la vicenda dell'occupazione dell'ospedale pubblico Vittorio Cosentino, iniziata nel novembre 2020, da parte degli attivisti del Movimento Le Lampare BJC.
L'occupazione del Vittorio Cosentino è raccontata anche nei libri Una Persona Alla Volta di Gino Strada, in Diario di un sogno possibile (adattamento di Una Persona Alla Volta per ragazze e ragazzi a partire dagli 11 anni) e in A Sud Del Sud. Viaggio dentro la Calabria tra diavoli e resistenti, di Giuseppe Smorto.
Inoltre, Giuseppe Smorto, nel settembre 2021 ha vinto la prima edizione del Premio Oxfam “Raccontare la disuguaglianza”, con un reportage sulla Sanità in Calabria e ha dedicato la vittoria ai cittadini di Cariati e al Movimento Le Lampare.

## Cucina
- Sardedd: Bianchetto condito con sale, pepe rosso (a volte semi di fiocchio selvatico).
- Sardedd Scattiata: Sardella fresca fritta con pepe rosso.
- Miluncian chini: Melanzane Ripiene alla cariatese.
- Pitta curi jiti o Pitta cur'i jita: Rotolini di pizza fatta co, vicenda riportata nel libro le dita e condita con sardella, pomodoro fresco e origano.
- I Sard salat: (Conserva) Sarde salate con pepe rosso e sale.
- Ghiotta: Vari tipi di pesce cotti nel pomodoro con peperoncino.
- 'Nduja: Insaccato con parti poco nobili del maiale, cotto e sgrassato per tre volte in acqua bollente poi cotta nel pomodoro per condire le paste fatte in casa.
- Maccarrun a ferret' cur' a 'nduja o cur'a sozizza: Maccherroni fatti col ferretto con 'nduja o salsiccia.
- Sanguinaccio: (Conserva) Sangue fresco di maiale cotto con mosto e noci molto proteico da spalmare sulle fette di pane come merenda.
- Grano di S. Lucia: Grano cotto nel mosto.
- Sch'pecie: (Conserva) Melanzane a strisce con peperoni e menta scottati in acqua sale e aceto e messi sott'olio.
- Crispeddi: (Dolci caratteristici/tradizionali dei giorni di festa) Fatte di acqua e farina senza lievito fritte in olio bollente.
- Olive ara conza: (Conserva) Tipiche olive verdi messe con metodo tradizionale greco in salamoia, acqua, sale, soda o cenere poi messe sottovetro con alloro e finocchio selvatico.
- Olive schiacciate: (Conserva) Olive verdi selezionate e schiacciate nei mortai di pietra condite con sale.
- Olive arriganate: Olive a piena maturazione di colore nero selezionate a mano impastate con origano, olio, sale e a seconda dei gusti, anche con pepe rosso a scaglie.
- Pip e patat: Peperoni e patate con olio e sale saltate in padella.

## Geografia antropica

### Zone, rioni, quartieri
Le località principali di Cariati sono:
Menz u Pont, Carrera, Scoglio, Fischìa, Carafunedd', Pannizzara, U Mmatt', Vignola, Tramonti, Moranidi, San Cataldo, Nicà, Valle, Travaja, Grotte, S. Croce, A Madonnin', Porto, Chiddu scar' (generico per indicare un rione diverso da quello dove ci si trova).

## Economia

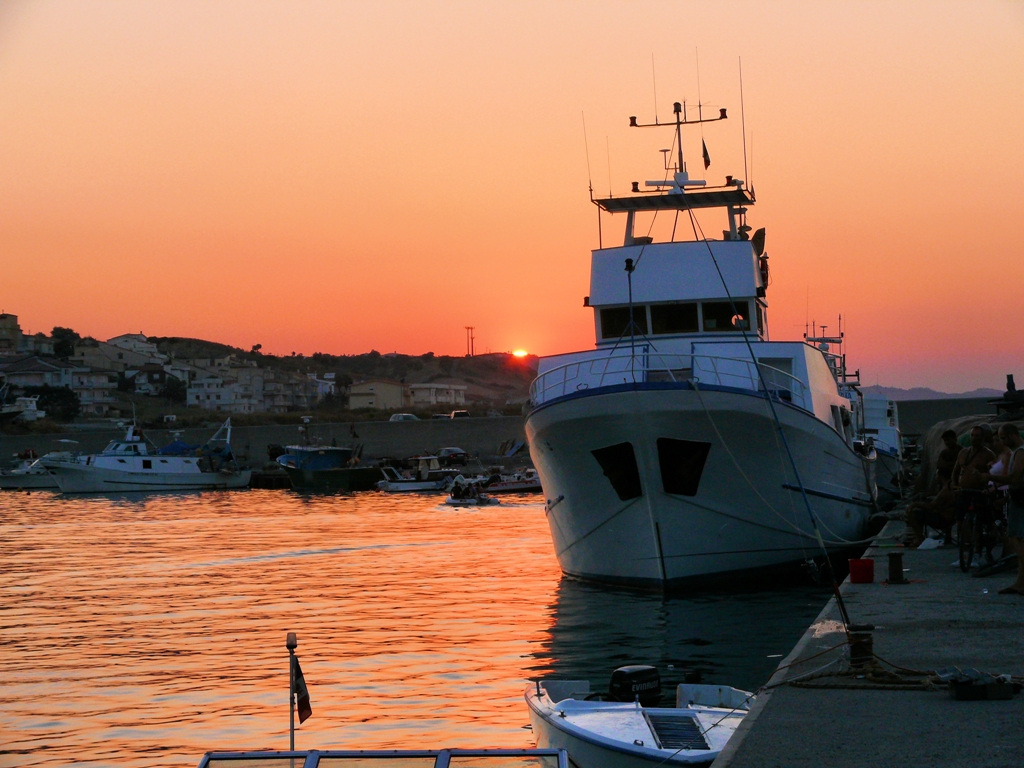
Il porto

### Artigianato
L'artigianato locale subì l'influsso delle incursioni dei Turchi Ottomani e all'ancora più antica arte della Magna Grecia (si trova infatti a metà strada fra due delle più importanti città del periodo (Sibari e Crotone). L'influenza turca nell'artigianato si nota particolarmente nel tessile dove ancora oggi alcune donne continuano a tessere coperte e tappeti.
"Si narra che una donna del posto di nome Laura fu rapita dai Turchi e deportata per un periodo di tempo in Turchia. Qui imparò l'arte manifatturiera e, una volta liberata e tornata al proprio paese, insegnò la nobile arte tessile alle altre donne". Anche la lavorazione della creta, un tempo molto praticata, è un'attività artigianale tipica di Cariati. Vi sono vari negozi di oggetti in terracotta e ceramica, lavorati secondo la tradizione dei vasai cariatesi di una volta. Esiste infine a Cariati una tradizione cantieristica per la costruzione di barche da pesca, pescherecci ("paranza"). Infatti nel circondario sono chiamati “i maestri d'ascia”.

## Infrastrutture e trasporti

### Strade
Cariati è interessata dalle seguenti direttrici stradali: 
- Strada statale 106 Jonica
- Strada statale 108 Silana di Cariati, ora SP 260.

### Ferrovie
Il Comune è servito dalla stazione di Cariati situata a Cariati Marina lungo la Ferrovia Jonica sul percorso Taranto - Reggio Calabria.

### Porti
Il porto di Cariati ha una funzione turistica e peschereccia, con una capienza di circa 210 posti barca.

## Amministrazione
Di seguito è presentata una tabella relativa alle amministrazioni che si sono succedute in questo comune.
| Periodo         | Periodo         | Primo cittadino       | Partito                            | Carica                    | Note          |
| --------------- | --------------- | --------------------- | ---------------------------------- | ------------------------- | ------------- |
| 6 giugno 1993   | 27 aprile 1997  | Cataldo De Nardo      | Democrazia Cristiana               | sindaco                   | [ 18 ]        |
| 27 aprile 1997  | 2 agosto 2000   | Damiano Montesanto    | Partito Democratico della Sinistra | sindaco                   | [ 19 ] [ 20 ] |
| 2 agosto 2000   | 13 maggio 2001  | Carlo Ponte           |                                    | commissario straordinario | [ 21 ]        |
| 13 maggio 2001  | 26 agosto 2005  | Domenico Arcudi       | lista civica di centro-sinistra    | sindaco                   | [ 19 ] [ 22 ] |
| 26 agosto 2005  | 29 maggio 2006  | Carlo Ponte           |                                    | commissario straordinario | [ 21 ]        |
| 29 maggio 2006  | 16 maggio 2011  | Filippo Giovanni Sero | lista civica                       | sindaco                   |               |
| 16 maggio 2011  | 5 giugno 2016   | Filippo Giovanni Sero | lista civica "Viviamo Cariati"     | sindaco                   | [ 23 ] [ 24 ] |
| 5 giugno 2016   | 31 gennaio 2018 | Filomena Greco        | lista civica "L'alternativa"       | sindaco                   | [ 19 ] [ 25 ] |
| 31 gennaio 2018 | 10 giugno 2018  | Antonio Reppucci      |                                    | commissario straordinario | [ 26 ]        |
| 10 giugno 2018  | 15 maggio 2023  | Filomena Greco        | lista civica "L'alternativa"       | sindaco                   | [ 25 ]        |
| 15 maggio 2023  | In carica       | Cataldo Minò          | lista civica "Insieme"             | sindaco                   |               |

## Sport

### Calcio
La Sportiva Cariatese è stata la principale squadra di calcio a 11. Con 5 partecipazioni al campionato interregionale, 3 partecipazioni alla Serie D e 4 ai campionati di Prima Divisione, rappresenta una delle piazze storiche del dilettantismo e semiprofessionismo calabrese.
ASD Città di Cariati.

### Pallavolo
A.S.D. Futura Volley Cariati.

### Pugilato
A.S.D. Pugilistica Cariatese.